# Natação no Campeonato Mundial de Esportes Aquáticos de 2011 - 400 m livre masculino

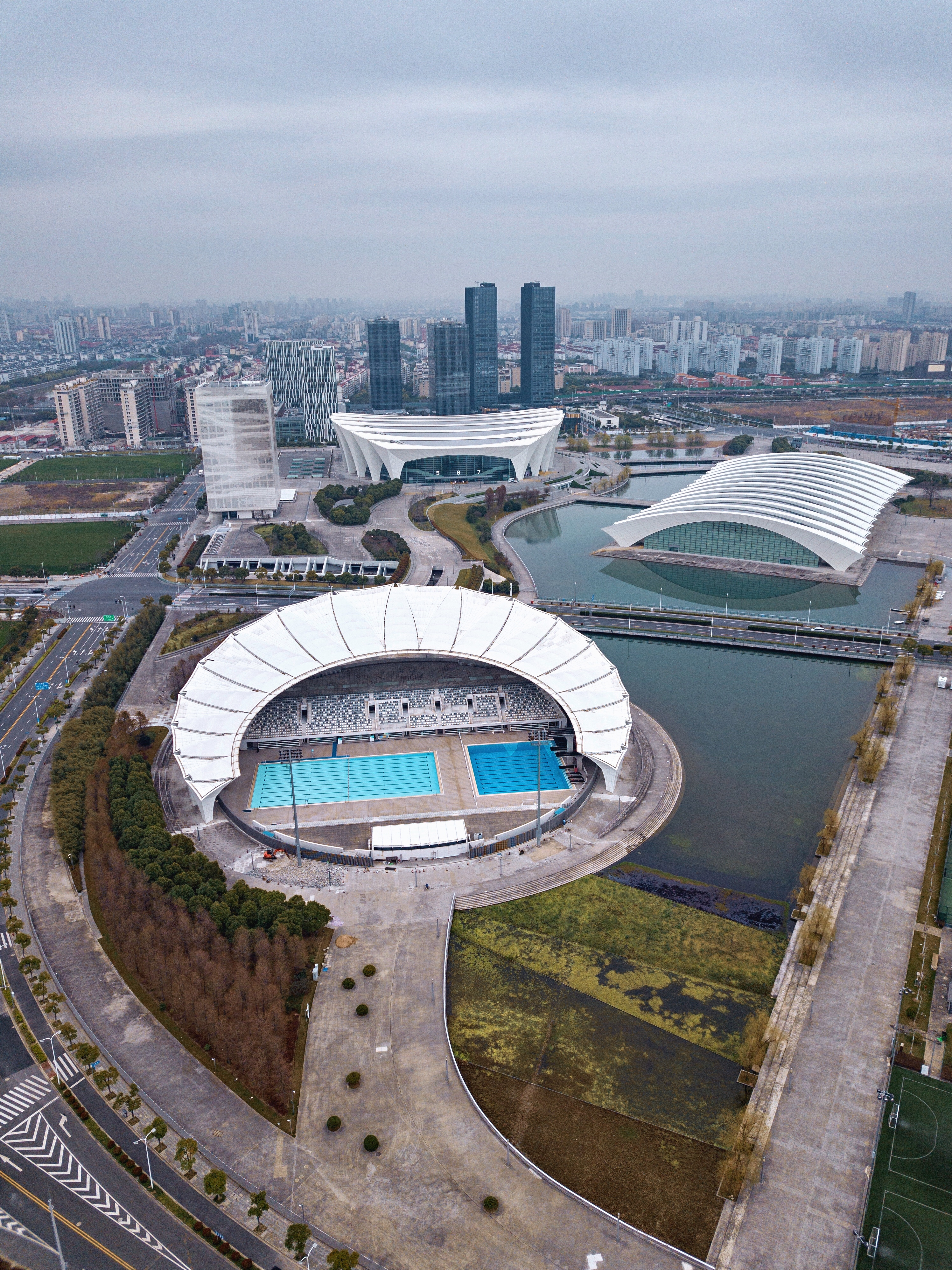
Centro Desportivo Oriental de Xangai, onde decorreu o Campeonato Mundial de Esportes Aquáticos de 2011

A prova dos 400 metros livre masculino da natação no Campeonato Mundial de Esportes Aquáticos de 2011 ocorreu no dia 24 de julho no Shanghai Oriental Sports Center  em Xangai.

## Recordes
Antes desta competição, os recordes mundiais e do campeonato nesta prova eram os seguintes:
| Tipo                  | Atleta          | Tempo   | Local | Data                |
| --------------------- | --------------- | ------- | ----- | ------------------- |
|                       | Paul Biedermann | 3:40.07 | Roma  | 26 de julho de 2009 |
| Recorde do campeonato | Paul Biedermann | 3:40.07 | Roma  | 26 de julho de 2009 |

## Medalhistas
| Ouro                | Prata          | Bronze                |
| Park Tae-Hwan (KOR) | Sun Yang (CHN) | Paul Biedermann (GER) |

## Resultados

### Eliminatórias
49 nadadores de 42 nações participaram da prova. 8 competidores se classificaram para a final.
| Pos. | Bateria | Raia | Nadador              | Nacionalidade  | Tempo   | Notas            |
| ---- | ------- | ---- | -------------------- | -------------- | ------- | ---------------- |
| 1    | 7       | 4    | Sun Yang             | China          | 3:44.87 | Q                |
| 2    | 5       | 3    | Peter Vanderkaay     | Estados Unidos | 3:45.02 | Q                |
| 3    | 5       | 5    | Paul Biedermann      | Alemanha       | 3:45.18 | Q                |
| 4    | 6       | 5    | Oussama Mellouli     | Tunísia        | 3:45.90 | Q                |
| 5    | 6       | 6    | Sébastien Rouault    | França         | 3:46.20 | Q                |
| 6    | 5       | 4    | Yannick Agnel        | França         | 3:46.72 | Q                |
| 7    | 6       | 4    | Park Tae-Hwan        | Coreia do Sul  | 3:46.74 | Q                |
| 8    | 6       | 3    | Ryan Cochrane        | Canadá         | 3:46.88 | Q                |
| 9    | 7       | 6    | Samuel Pizzetti      | Itália         | 3:47.12 |                  |
| 10   | 6       | 2    | Gergő Kis            | Hungria        | 3:47.26 |                  |
| 11   | 6       | 1    | Dai Jun              | China          | 3:47.58 |                  |
| 12   | 7       | 1    | Mads Glæsner         | Dinamarca      | 3:48.41 |                  |
| 13   | 7       | 5    | Ryan Napoleon        | Austrália      | 3:48.54 |                  |
| 14   | 5       | 6    | Charlie Houchin      | Estados Unidos | 3:48.80 |                  |
| 15   | 5       | 1    | David Carry          | Reino Unido    | 3:48.89 |                  |
| 16   | 5       | 8    | Heerden Herman       | África do Sul  | 3:49.55 |                  |
| 17   | 7       | 8    | Sho Uchida           | Japão          | 3:49.70 |                  |
| 18   | 7       | 7    | Robert Renwick       | Reino Unido    | 3:49.91 |                  |
| 19   | 7       | 3    | Thomas Fraser-Holmes | Austrália      | 3:50.71 |                  |
| 20   | 4       | 2    | Juan Martin Pereyra  | Argentina      | 3:51.03 | Recorde nacional |
| 21   | 7       | 2    | Clemens Rapp         | Alemanha       | 3:51.07 |                  |
| 22   | 5       | 7    | Dominik Meichtry     | Suíça          | 3:51.32 |                  |
| 23   | 4       | 1    | Cristian Quintero    | Venezuela      | 3:52.73 |                  |
| 24   | 5       | 2    | Nikita Lobintsev     | Rússia         | 3:53.52 |                  |
| 25   | 4       | 5    | David Brandl         | Áustria        | 3:54.73 |                  |
| 26   | 4       | 3    | Velimir Stjepanović  | Sérvia         | 3:54.87 |                  |
| 27   | 6       | 8    | Sergiy Frolov        | Ucrânia        | 3:55.01 |                  |
| 28   | 3       | 3    | Mohamed Farhoud      | Egito          | 3:55.32 |                  |
| 29   | 4       | 7    | Mateo de Angulo      | Colômbia       | 3:55.92 |                  |
| 30   | 4       | 4    | Dylan Dunlop-Barrett | Nova Zelândia  | 3:56.04 |                  |

| Ver o restante da classificação | Ver o restante da classificação | Ver o restante da classificação | Ver o restante da classificação | Ver o restante da classificação | Ver o restante da classificação | Ver o restante da classificação |
| Pos.                            | Bateria                         | Raia                            | Nadador                         | Nacionalidade                   | Tempo                           | Notas                           |
| ------------------------------- | ------------------------------- | ------------------------------- | ------------------------------- | ------------------------------- | ------------------------------- | ------------------------------- |
| 31                              | 4                               | 6                               | Mateusz Sawrymowicz             | Polónia                         | 3:56.22                         |                                 |
| 32                              | 4                               | 8                               | Raul Martinez                   | Porto Rico                      | 3:58.35                         |                                 |
| 33                              | 3                               | 2                               | Sobitjon Amilov                 | Uzbequistão                     | 3:59.01                         |                                 |
| 34                              | 3                               | 6                               | Mario Montoya                   | Costa Rica                      | 4:00.88                         |                                 |
| 35                              | 3                               | 5                               | Sebastian Jahnsen               | Peru                            | 4:00.93                         |                                 |
| 36                              | 3                               | 4                               | Irakli Revishvili               | Geórgia                         | 4:02.97                         |                                 |
| 37                              | 3                               | 7                               | Pavol Jelenak                   | Eslováquia                      | 4:03.82                         |                                 |
| 38                              | 3                               | 8                               | Emanuele Nicolini               | San Marino                      | 4:04.38                         |                                 |
| 39                              | 2                               | 4                               | Allan Gutierrez                 | Honduras                        | 4:06.56                         |                                 |
| 40                              | 3                               | 1                               | Nicholas Schwab                 | República Dominicana            | 4:08.40                         |                                 |
| 40                              | 6                               | 7                               | Ahmed Mathlouthi                | Tunísia                         | 4:08.40                         |                                 |
| 42                              | 2                               | 3                               | Mattew Abeysinghe               | Sri Lanka                       | 4:09.45                         |                                 |
| 43                              | 2                               | 5                               | Iacovos Hadjiconstantinou       | Chipre                          | 4:13.53                         |                                 |
| 44                              | 2                               | 6                               | Gebrel Ahmed                    | Palestina                       | 4:18.40                         |                                 |
| 45                              | 2                               | 7                               | Douglas Miller                  | Fiji                            | 4:20.74                         |                                 |
| 46                              | 2                               | 2                               | Heimanu Sichan                  | Polinésia Francesa              | 4:21.24                         |                                 |
| 47                              | 1                               | 4                               | Anderson Lim                    | Brunei                          | 4:34.95                         |                                 |
| 48                              | 1                               | 5                               | Ryan Govinden                   | Seicheles                       | 4:55.10                         |                                 |
| 49                              | 1                               | 3                               | Chamraen Youri Maximov          | Camboja                         | 4:55.35                         |                                 |

### Final
Estes são os resultados da final.
| Pos.              | Raia | Nadador           | Nacionalidade  | Tempo   | Notas |
| ----------------- | ---- | ----------------- | -------------- | ------- | ----- |
| Medalha de ouro   | 1    | Park Tae-Hwan     | Coreia do Sul  | 3:42.04 |       |
| Medalha de prata  | 4    | Sun Yang          | China          | 3:43.24 |       |
| Medalha de bronze | 3    | Paul Biedermann   | Alemanha       | 3:44.14 |       |
| 4                 | 5    | Peter Vanderkaay  | Estados Unidos | 3:44.83 |       |
| 5                 | 8    | Ryan Cochrane     | Canadá         | 3:45.17 |       |
| 6                 | 7    | Yannick Agnel     | França         | 3:45.24 |       |
| 7                 | 6    | Oussama Mellouli  | Tunísia        | 3:45.31 |       |
| 8                 | 2    | Sébastien Rouault | França         | 3:47.66 |       |

Legenda
| Recorde mundial       | Recorde mundial (World record)               |                       | Recorde africano                      | Recorde africano (African) |                                           | Q | Classificado por posição (Qualified) |
| Recorde do campeonato | Recorde do campeonato (Championship record)  | Recorde da América    | Recorde da América (Americas)         | q                          | Classificado por melhor tempo (Qualified) |   |                                      |
| Melhor marca do ano   | Melhor marca do ano (World leading)          | Recorde asiático      | Recorde asiático (Asian)              | DNS                        | Não largou (Did not start)                |   |                                      |
| Recorde nacional      | Recorde nacional (National record)           | Recorde europeu       | Recorde europeu (European)            | DNF                        | Não terminou (Did not finish)             |   |                                      |
| Recorde pessoal       | Recorde pessoal do atleta (Personal best)    | Recorde da Oceania    | Recorde da Oceania (Oceania)          | DSQ / DQ                   | Desclassificado (Disqualified)            |   |                                      |
| Recorde da temporada  | Recorde da temporada do atleta (Season best) | Recorde sul-americano | Recorde sul-americano (South America) | NM                         | Sem marca (No mark)                       |   |                                      |